# أنتونوف (شركة)
مؤسسة أنتونوف الوطنية (بالأوكرانية: Державне підприємство "Антонов")، سابقا  مجمع الطيران العلمي التقني باسم أنتونوف (Antonov ASTC) (بالأوكرانية: Авіаційний науково-технічний комплекс імені Антонова، (АНТК ім Антонова))، وفي وقت سابق مكتب تصميم أنتونوف، هي شركة تصنيع وخدمات للطائرة أوكرانية. خبرة أنتونوف الخاصة هي في مجالات الطائرات الكبيرة جدا والطائرات التي تستخدم مدارج غير مجهزة. قامت أنتونوف (بالسابقة "An-") ببناء ما يقرب من 22000 طائرة، وتعمل الآلاف من طائراتها حاليًا في دول ما بعد الاتحاد السوفيتي وفي الدول النامية.
أنتونوف إس تي سي هي شركة تجارية مملوكة للدولة. يقع مقرها الرئيسي والأراضي الصناعية الرئيسية في الأصل في نوفوسيبيرسك، وفي عام 1952 تم نقلها إلى كييف. في 12 مايو 2015، تم نقلها من وزارة التنمية الاقتصادية والتجارة الأوكرانية إلى أكروبورونبروم (صناعة الدفاع الأوكرانية).
في يونيو 2016، أعلنت شركة أكروبورونبروم، الشركة الأوكرانية الكبرى لتصنيع الأسلحة المملوكة للدولة، عن إنشاء «شركة الطائرات الأوكرانية» ضمن هيكلها، لتجمع جميع شركات تصنيع الطائرات في أوكرانيا.

## التاريخ

### الحقبة السوفيتية

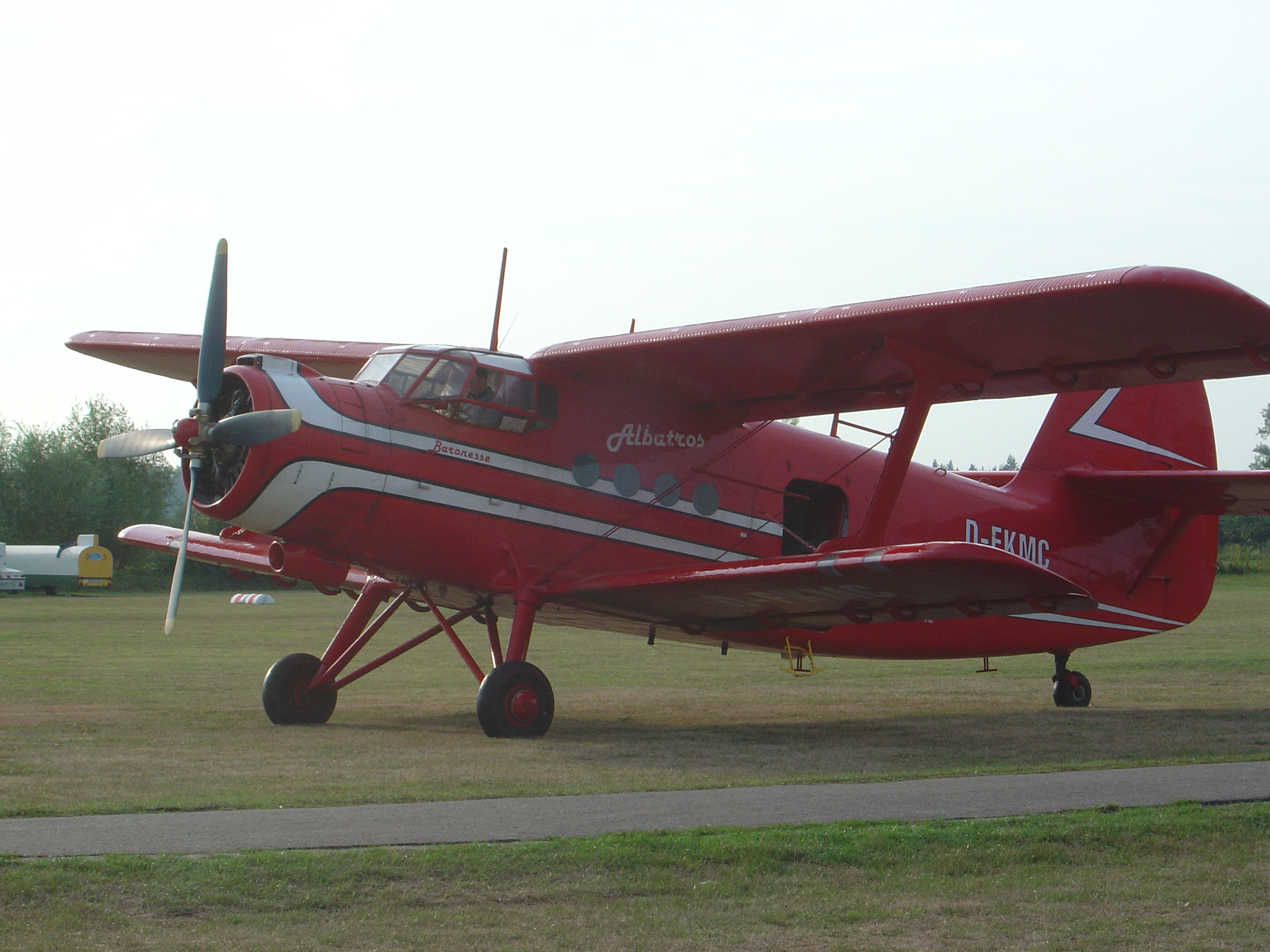
أنتونوف أن-2، طائرة نفعية سوفيتية منتجة بكميات كبيرة.

#### التأسيس والانتقال
تأسست الشركة في عام 1946 في مصنع اتحاد إنتاج الطائرات في نوفوسيبيرسك كمكتب أبحاث وتصميم سوفياتي عالي السرية رقم 153 (OKB-153). كان يرأسها أوليغ أنتونوف ومتخصص في طائرات النقل العسكرية ذات المحركات التوربينية. كانت المهمة هي إنشاء طائرة زراعية CX-1 (An-2)، وقد حدثت أول رحلة لها في 31 أغسطس 1947. كانت الطائرة أن-2 ذات السطحين إنجازًا كبيرًا في هذه الفترة، حيث لا تزال المئات من هذه الطائرات تعمل في 2013. بالإضافة إلى هذه الطائرة ذات السطحين وتعديلاتها، تم إنشاء وبناء سلسلة صغيرة من الطائرات الشراعية A-9 و A-10 في الإنتاج التجريبي في نوفوسيبيرسك. في عام 1952، تم نقل المكتب إلى كييف، وهي مدينة ذات تاريخ طيران غني وبنية تحتية لتصنيع الطائرات تم ترميمها بعد الدمار الذي سببته الحرب العالمية الثانية.

#### أول طائرة تسلسلية والتوسع

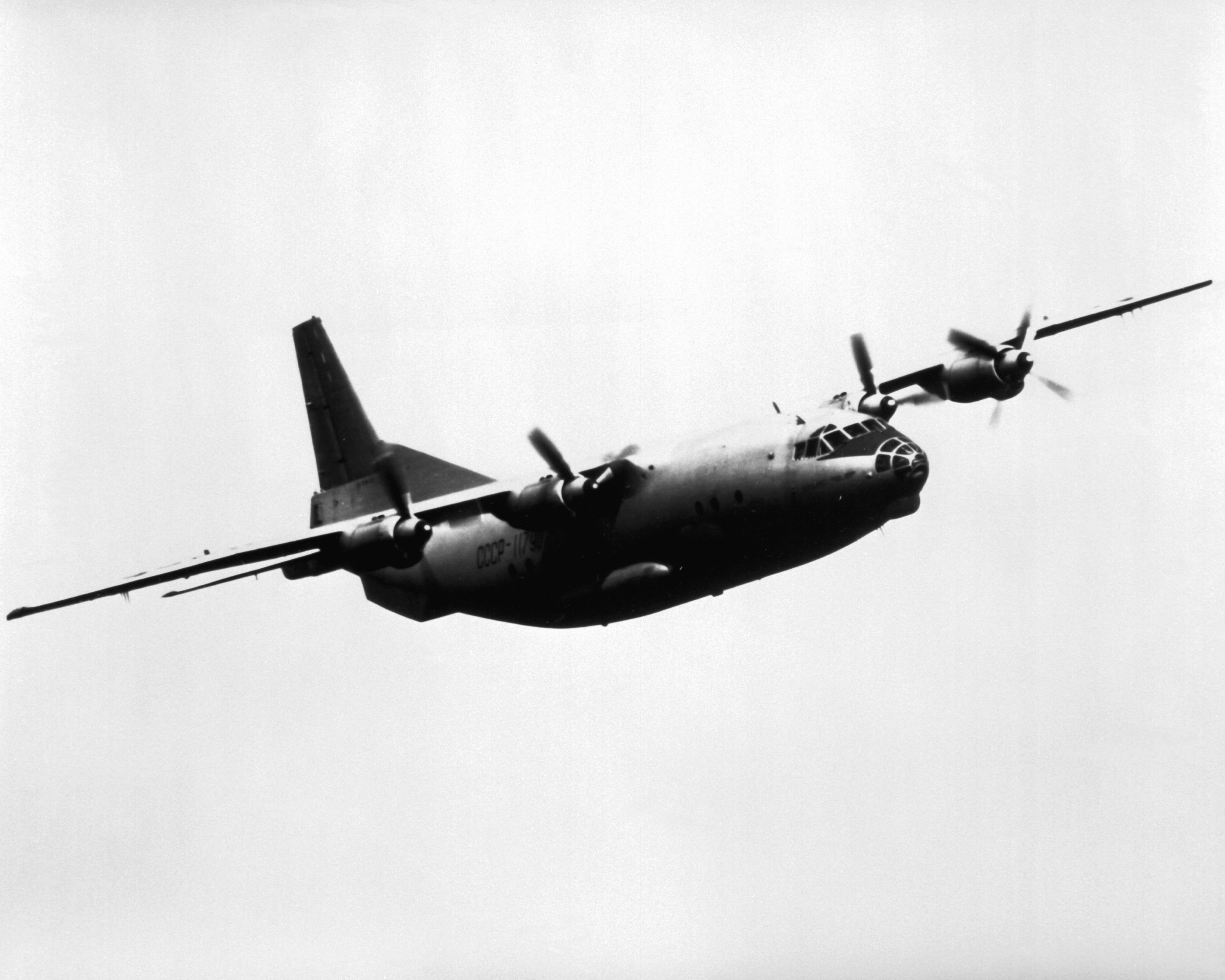
أنتونوف أن-12، طائرة نقل تكتيكي خلال حقبة الحرب الباردة أثناء الطيران.

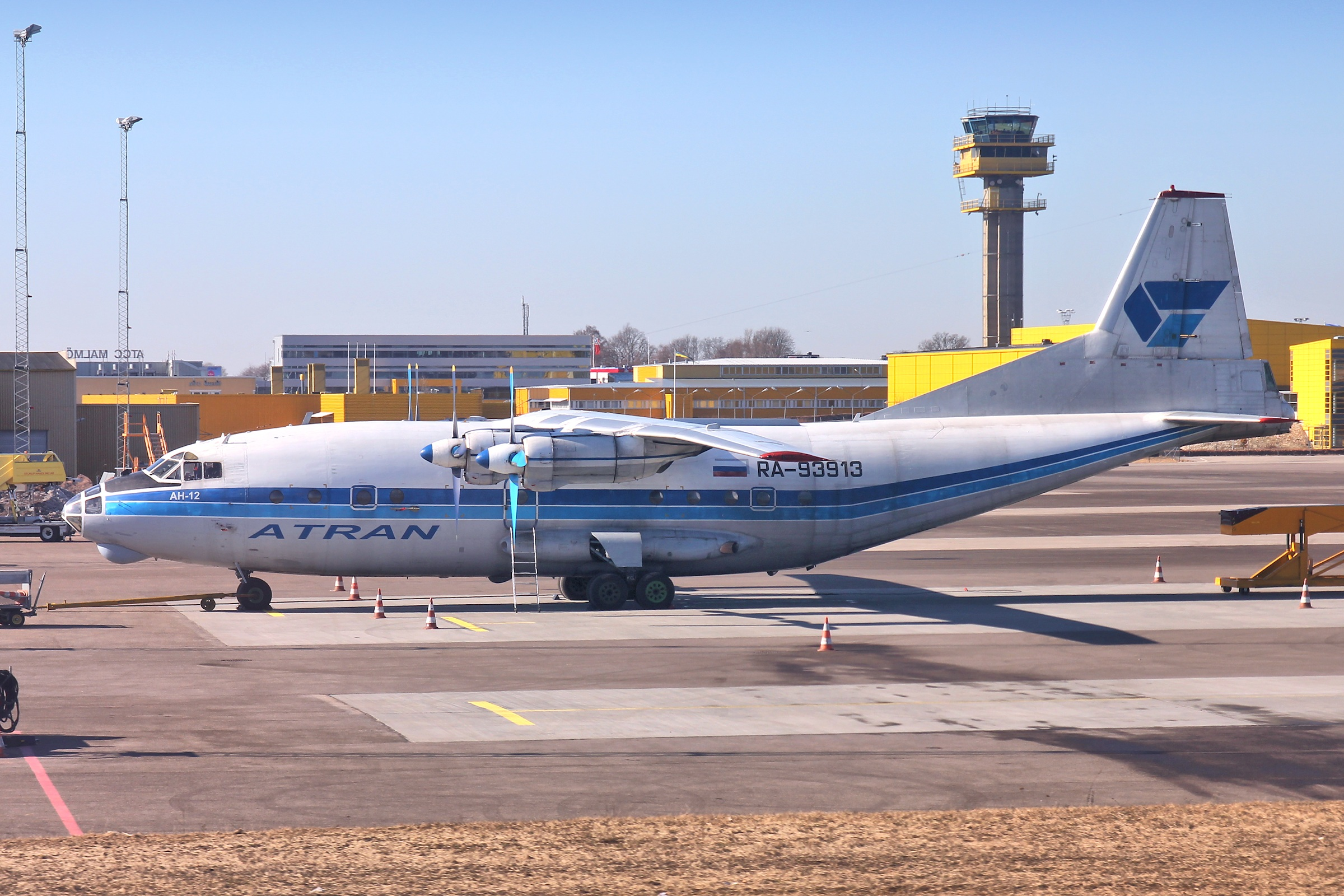
طائرة أنتونوف أن-12 بالغة من العمر 47 عامًا لا تزال في حالة تشغيلية في عام 2011.

بدأ إدخال عائلة أنتونوف أن-10/أنتونوف أن-12 للطائرات التوربينية متوسطة المدى عام 1957 في الإنتاج الناجح لآلاف هذه الطائرات. يستمر استخدامها للقتال الثقيل والأغراض المدنية في جميع أنحاء العالم حتى الوقت الحاضر؛ وهناك طائرات أنتونوف أن-10/أنتونوف أن-12 استخدمت على الأخص في حرب فيتنام، والحرب السوفيتية في أفغانستان وعملية الإغاثة في كارثة تشيرنوبل.
في عام 1959، بدأ المكتب في بناء قاعدة منفصلة لاختبار الطيران والتحسين في ضاحية هوستوميل (مطار أنتونوف حاليا).
في عام 1965، دخلت طائرة النقل العسكرية الثقيلة من طراز أنتونوف أن-22 الإنتاج المتسلسل لتكملة An-12 في عمليات النقل الجوي العسكرية والإنسانية الرئيسية من قبل الاتحاد السوفيتي. أصبح هذا النموذج أول طائرة ذات بدن واسع سوفيتية، ولا تزال أكبر طائرة تعمل بمحرك توربيني في العالم. صممت شركة أنتونوف وقدمت نسخة تعمل بالطاقة النووية من ان-22. ولكن لم يتم اختبار الطيران أبدا.
في عام 1966، بعد التوسع الكبير في حي سفياتوشين بالمدينة، تمت إعادة تسمية الشركة إلى اسم تمويه آخر: «مصنع كييف الميكانيكي». كما ظهرت في كييف خلال هذه الفترة منشأتان مستقلتان لإنتاج وإصلاح الطائرات، تحت الإشراف الهندسي لمكتب أنتونوف.

#### البروز وتقاعد أنتونوف

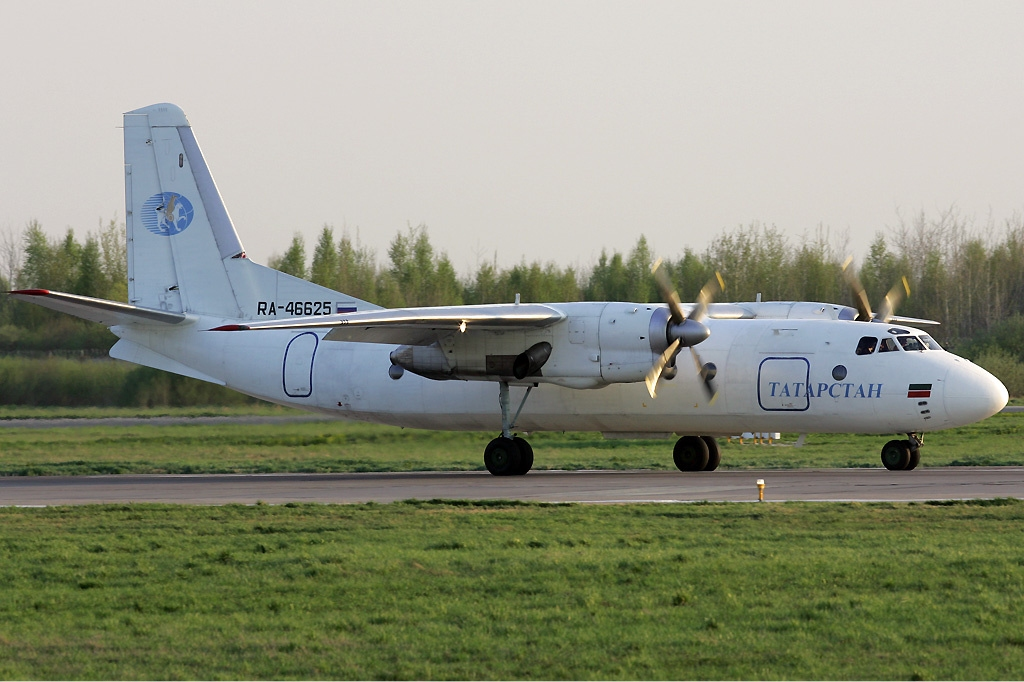
أنتونوف أن-24، أكثر الطائرات الإقليمية انتشارًا في الاتحاد السوفيتي.

في السبعينيات وأوائل الثمانينيات، أثبتت الشركة نفسها كمصمم الاتحاد السوفيتي الرئيسي لطائرات النقل العسكرية مع عشرات التعديلات الجديدة في التطوير والإنتاج. بعد وفاة أوليغ أنتونوف في عام 1984، تمت إعادة تسمية الشركة رسميًا باسم مكتب البحث والتصميم المسمى باسم أو. كاي. أنتونوف (بالروسية: Опытно-конструкторское бюро имени О.К. Антонова) مع الاستمرار في استخدام الاسم المستعار «مصنع كييف الميكانيكي» لبعض الأغراض.

#### أواخر الحقبة السوفيتية: مشاريع فائقة الضخامة وأول تسويق

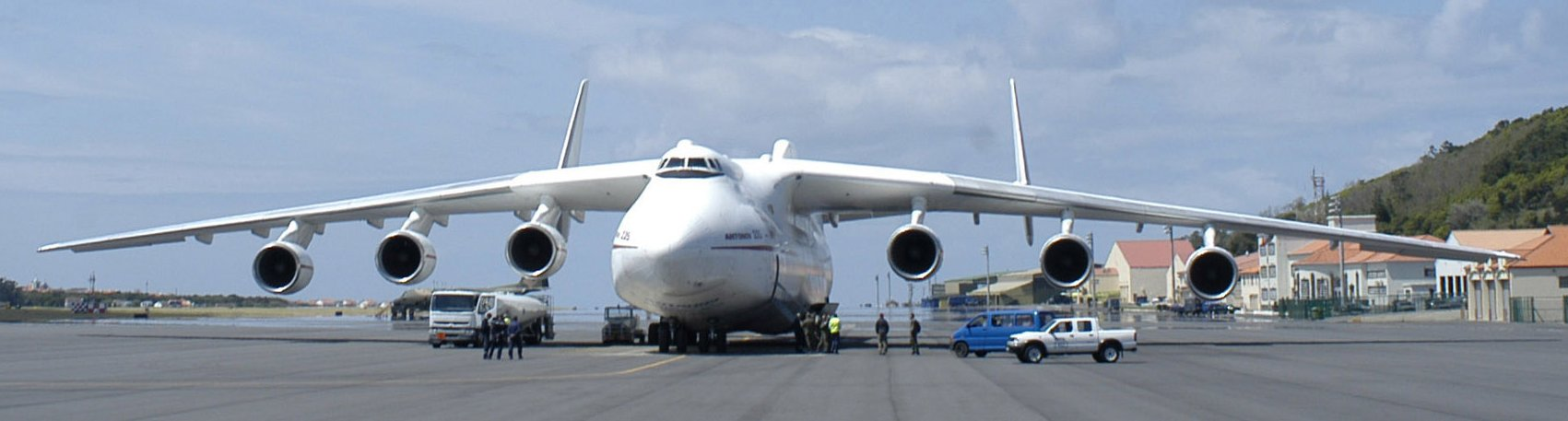
أنتونوف أن-225 أكبر طائرة عاملة في العالم.

في أواخر الثمانينيات، حقق مكتب أنتونوف شهرة عالمية بعد إدخال طائراته الكبيرة جدًا. أصبحت الطائرة أنتونوف أن-124 «روسلان» (1982) الناقلة الجوية الاستراتيجية ذات الإنتاج الضخم للاتحاد السوفيتي تحت قيادة المصمم الرئيسي فيكتور تولماتشيف. قام المكتب بتوسيع تصميم «روسلان» بشكل أكبر للوجستيات برنامج الطائرات الفضائية السوفيتي، حيث أنشأ أنتونوف أن-225 «مرييا» في عام 1989. لا تزال «مرييا» أكبر وأثقل طائرة في العالم.
سمحت نهاية الحرب الباردة والبيريسترويكا خطوة شركة أنتونوف الأولى لتسويق والتوسع في الخارج. في عام 1989، تم إنشاء شركة خطوط طيران أنتونوف الفرعية لمشاريعها الخاصة بصيانة الطائرات والشحن.

### أوكرانيا المستقلة
ظل مكتب أنتونوف للتصميم شركة مملوكة للدولة بعد حصول أوكرانيا على استقلالها في عام 1991، ومنذ ذلك الحين يُنظر إليه على أنه أحد الأصول الوطنية الاستراتيجية.

#### التوسع في السوق الحرة

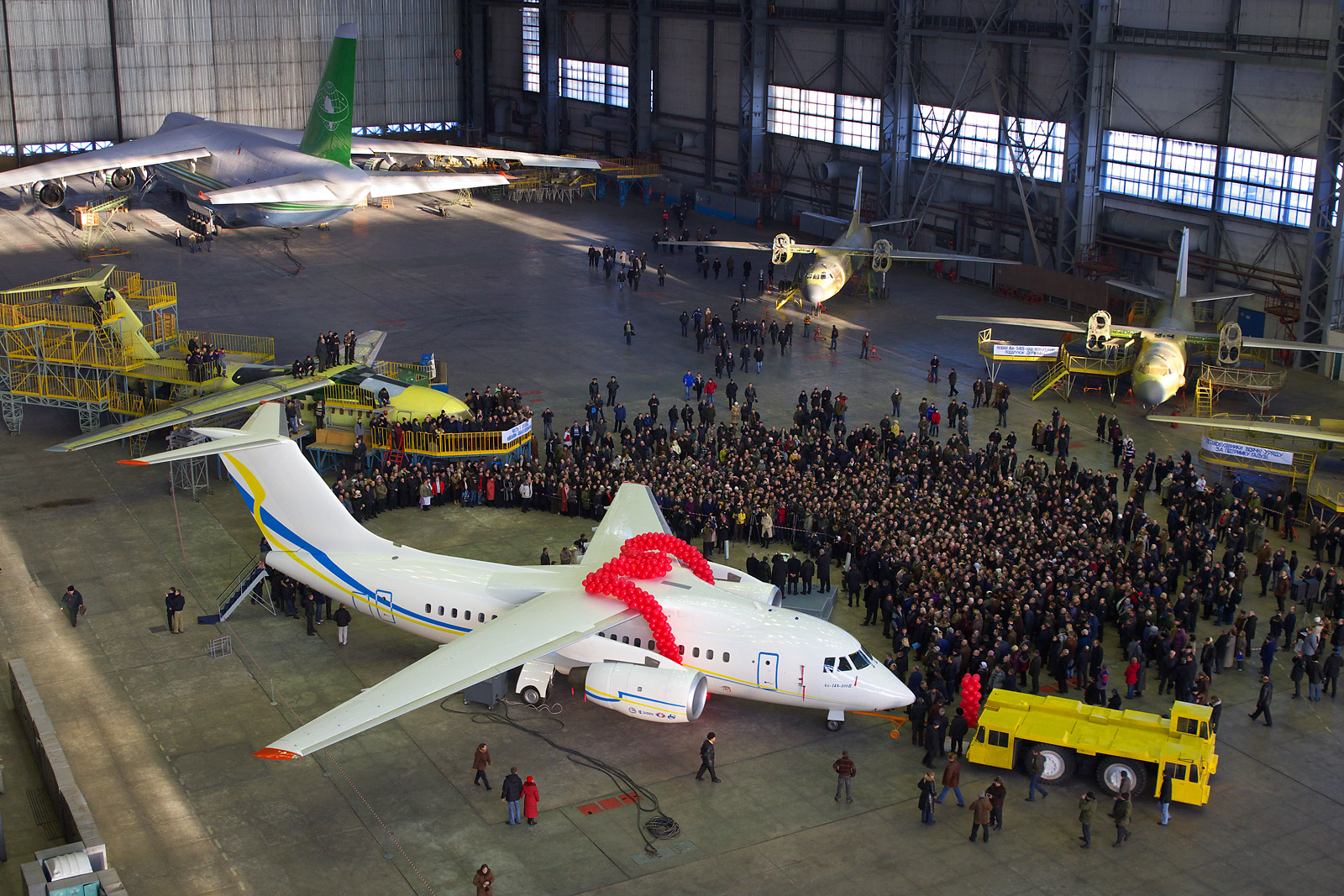
إطلاق أول طائرة من طراز أنتونوف أن-148 تم إنتاجها بشكل متسلسل في حظيرة طائرات أنتونوف في كييف، 2009. طائرة أنتونوف أن-124 قيد الصيانة شوهدت في الزاوية البعيدة من الحظيرة.

منذ الاستقلال، قامت أنتونوف باعتماد وتسويق كل من نماذج الحقبة السوفيتية والنماذج المطورة حديثًا للبيع في أسواق جديدة خارج نطاق النفوذ السوفيتي السابق. النماذج الجديدة التي أدخلت على إنتاج المسلسل وتم تسليمها للعملاء تشمل كلا من الطائرات الإقليمية أنتونوف أن-140، أنتونوف أن-148 وأنتونوف أن-158.
من بين العديد من مشاريع التحديث وتلقى أنتونوف أوامر لتطوير «مئات» من طايراتها الأسطورية أنتونوف أن-2 التي لا تزال تعمل في أذربيجان، كوبا وروسيا إلى إصدار الطائرة التحديثية أنتونوف أن-2-100.
في عام 2014، بعد ضم الاتحاد الروسي للقرم، ألغت أوكرانيا العقود مع روسيا، مما أدى إلى انخفاض كبير في الدخل في صناعات الدفاع والطيران في أوكرانيا. ومع ذلك، كانت أوكرانيا تستعيد عجزها ببطء من قطع العلاقات مع روسيا من خلال دخول أسواق جديدة وتوسيع وجودها في الأسواق القديمة مثل الهند.
في يوليو 2018، تمكنت أنتونوف من الحصول على صفقة مع شركة بوينغ من أجل شراء أجزاء الطائرات التي لم تعد متوفرة بسبب انهيار العلاقات مع روسيا.

#### توحيد منشآت الإنتاج
خلال الحقبة السوفيتية، لم يتم تصنيع جميع الطائرات المصممة من قبل الشركة نفسها. كان هذا نتيجة للاستراتيجية الصناعية السوفيتية التي قسمت الإنتاج العسكري بين مناطق مختلفة من الاتحاد السوفيتي لتقليل مخاطر خسارة الحرب المحتملة. ونتيجة لذلك، تم تجميع طائرات أنتونوف في كثير من الأحيان من قبل الشركات المصنعة للعقود المتخصصة.
في عام 2009، أصبح مصنع «أفيانت» (بالإنجليزية: Aviant)‏ لتجميع الطائرات في كييف جزءًا من شركة أنتونوف، مما سهل دورة التصنيع التسلسلي الكاملة للشركة. ومع ذلك، استمر التقليد القديم للتصنبع المشترك مع عقود متخصصة، سواء مع شركاء الاتحاد السوفيتي السابقين أومع مرخصين جدد مثل شركة صناعات الطائرات الإيرانية.
في عام 2014، أنتجت أنتونوف وسلمت طائرتين فقط من طراز أنتونوف أن-158. استمر هذا الاتجاه في عام 2015، حيث تم إنتاج طائرة أنتونوف أن-148 وواحدة أنتونوف أن-158. في عام 2016، لم يتم إنتاج أو تسليم أي طائرات للعملاء، على الرغم من أن الشركة لديها خطط لبدء الإنتاج في عام 2017.

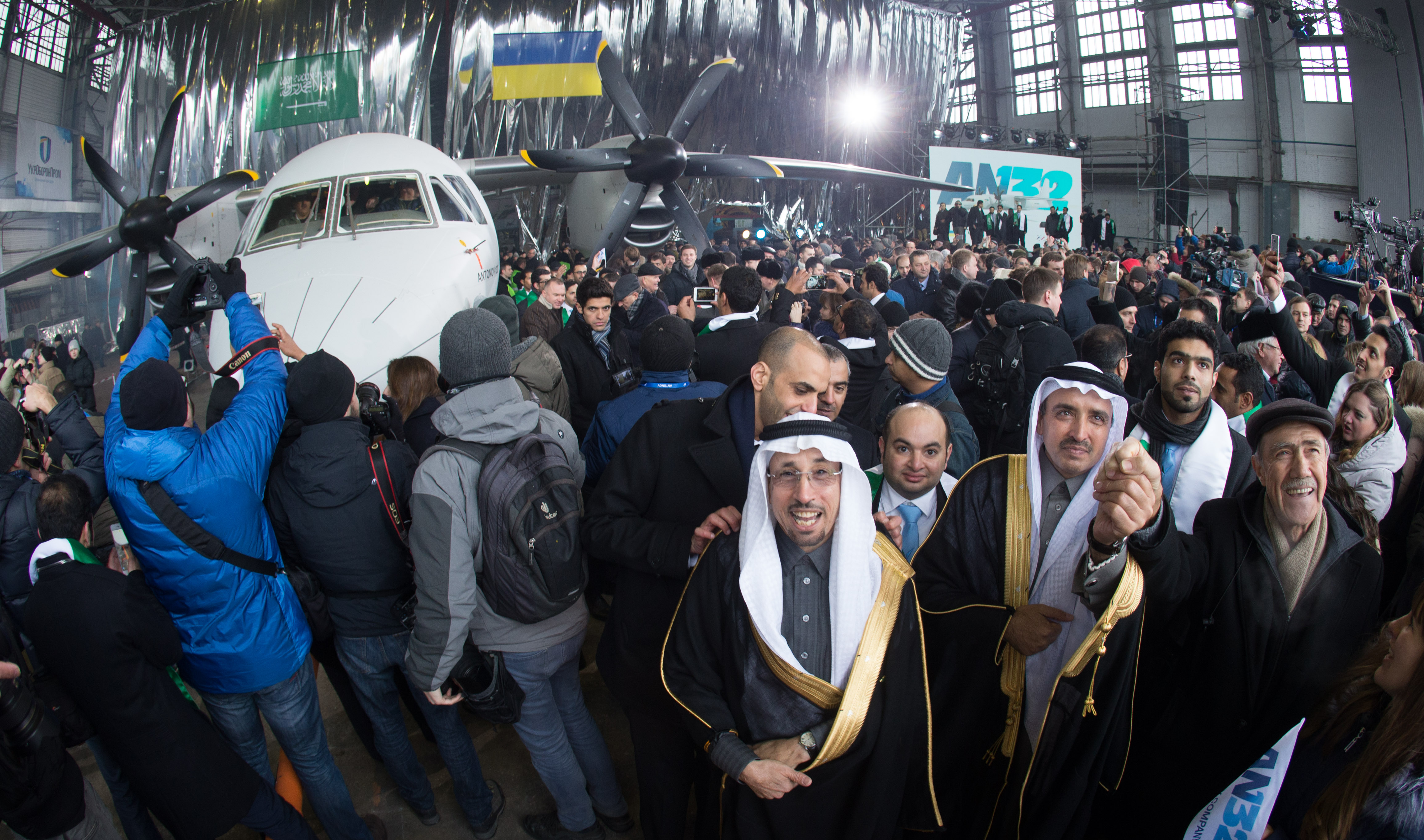
حفل إطلاق أنتونوف / تقنية أن-132 في كييف، 20 ديسمبر 2016

في يونيو 2016، أعلنت شركة أكروبورونبروم، وهي الشركة الأوكرانية الرئيسية لتصنيع الأسلحة المملوكة للدولة، عن إنشاء شركة الطائرات الأوكرانية ضمن هيكلها، وبالتالي دمج جميع شركات تصنيع الطائرات، بما في ذلك أصول أنتونوف في مجموعة واحدة، وفقًا لخدمة أكروبورونبروم الصحفية.
في 19 يوليو 2017، وافقت الحكومة الأوكرانية على تصفية أصول أنتونوف، بدءًا من إغلاق ثلاثة مصانع في كييف وخاركيف.
ستتم تصفية «أنتونوف» (مجموعة أعمال تم إنشاؤها في عام 2005 من اندماج العديد من الشركات المستقلة قانونًا في كيان اقتصادي واحد تحت إدارة موحدة) باعتبارها كيانًا اعتباريًا متبقيًا. تم نقل شركة أنتونوف الحكومية ومؤسسة خاركيف الحكومية لتصنيع الطيران والمصنع رقم 410 للطيران المدني تحت إدارة شركة أخرى مملوكة للدولة وهي أكروبورونبروم في عام 2015. وتواصل شركة أنتونوف الحكومية العمل كمؤسسة.

## المكونات
- مصنع إنتاج أنتونوف التسلسلي («مصنع كييف للطيران» سابقًا «أفيانت») - كييف
- مصنع خاركيف للطيران - خاركيف
- أنتونوف - كييف
- مصنع الطيران المدني 441 - كييف

### المطارات
- مطار سفياتوشين، مصنع «أفيانت» في كييف
- مطار جوستوميل، مطار الشحن في هوستوميل

## الإنتاج

### طائرات شراعية
- أنتونوف إيه - 1.
- أنتونوف إيه - 2.
- أنتونوف إيه - 7.
- أنتونوف إيه - 13.
- أنتونوف إيه - 15.
- أنتونوف إيه - 40.